# じんぼぼんじ
じんぼぼんじ（8月27日 - ）は、日本のナレーター、MC、コンテンツクリエイター、構成作家である。東京都出身。

## 来歴
小学校から高校までセント・メリーズ・インターナショナル・スクールに通い、米・ロサンゼルスにある南カリフォルニア大学へ留学。学生時代から声の仕事をはじめ、ラジオDJ事務所を経てフリーに。第19回ZIP-FMミュージックナビゲーターコンテストで準グランプリを受賞。
声の仕事の傍ら、コンテンツクリエイター、構成作家など多方面で活動をしている。またお笑いライブにも出演しており、2023年は年間632ステージに出演。R-1グランプリ2023において準々決勝に進出している。
2024-25シーズンよりMC BonjiとしてBリーグ アルバルク東京のアリーナMCに就任。

## 人物
- じんぼぼんじという名前はCMの音楽プロデューサーをしていた父から受け継いだもので、正確には当代で二代目である。
- お笑い芸人のアイクぬわらとは元同僚で、単独ライブに作家として参加するなど、公私にわたって仲がいい。
- ディズニー映画、『スパイアニマル・Gフォース』の主題歌を歌うなど、CMソングを中心にシンガーとしてもこれまで数多くの作品に携わっている。
- 日本サッカー協会指導者ライセンス（公認C級コーチ）と、フットサルのD級審判ライセンスを所有していた。

## 出演

### ナレーション

#### テレビ番組
現在の担当番組
- 超・乃木坂スター誕生!（日本テレビ　2023年4月25日 - ） - ナレーション
- それゆけ!!63エンジェル!!（TOKYO MX　2024年7月4日 - ） - ナレーション

過去の担当番組
- 乃木坂どこへ（日本テレビ 2019年10月 - 2020年3月）
- ノギザカスキッツ（日本テレビ 2020年6月16日 - 2020年10月26日）
- ノギザカスキッツ ACT2 （日本テレビ 2020年11月10日 - 2021年4月6日）
- 乃木坂スター誕生! (日本テレビ　2021年5月11日 - 2021年9月28日） - ナレーション
- 乃木坂スター誕生2（日本テレビ　2021年10月12日 - 2022年3月8日） -ナレーション
- 新・乃木坂スター誕生!（日本テレビ　2022年4月26日 - 2023年2月7日） - ナレーション
- MATSUぼっち（フジテレビ 2016年4月 - 2020年9月30日）[2]
- 虹のかけ橋（日本テレビ 2020年4月17日 - 2020年6月26日）
- Cygames THE MANZAI マスターズ（フジテレビ 2018年12月9日）
- Cygames THE MANZAI プレマスターズ（フジテレビ 2015年 - 2018年）
- ENGEIグランドスラム ENGEIトライアウト（フジテレビ 2015年 - 2018年）
- BS1 スペシャル “衝撃の書”が語る人類の未来~サピエンス全史/ホモ・デウス (NHK) [3]
- 魔改造の夜 (NHK 2022年8月20日・27日放送分)
- 初詣!爆笑ヒットパレード2017（フジテレビ）
- 中居正広のISORO（フジテレビ　2015年3月23日）
- 気軽にぜいたくバラエティ！イマドキ週末トリップ（RKB毎日放送）[4]など
- 開演まで30秒!THEパニックGP (日本テレビ　2024年1月14日)

#### アニメ
新幹線変形ロボ シンカリオン
- 新幹線変形ロボ シンカリオン（第1作） - シンカギア役（TBS 2018年1月 - 2019年6月）
- 新幹線変形ロボ シンカリオンZ - Zギア　アナウンス役（テレビ東京 2021年4月 - 2022年3月）

- 映画 ドライブヘッド〜トミカハイパーレスキュー 機動救急警察〜 - シンカギア音声役（2018年）
- 劇場版 新幹線変形ロボ シンカリオン 未来からきた神速のALFA-X - シンカギア役（2019年）
- 周波数 - 英語ボイスオーバー(大宮エリー監督VR映画　2023年)

#### ラジオ
- CITY CHILL CLUB（TBSラジオ）
- 宇佐美ラジオCM（JFN系列）
- 龍角散ラジオCM（FM FUJI）

#### その他
- K-1 WORLD MAX 2024（2024年9月29日）
- K-1 WORLD GP 2024（2024年10月5日）
- 東京オリンピック教育用DVD（公立小学校・中学校・高等学校・特別支援学校配布用）
- 養命酒こたつ（ウェブキャンペーン）[5]
- AI養命酒（ウェブキャンペーン）[6]
- アイクぬわらのコメディチャレンジ Vol.2
- 渋谷のラジオ presents エドガーサリヴァン MUSIC HARVEST FESTIVAL

など

### 音楽活動
- ディズニー映画『スパイアニマル・Gフォース』主題歌
- 武藤昭平 with ウエノコウジ『ス・ワンダフル』コーラス
- 花王 ビオレ メイクの上からリフレッシュシート「飛んで4万feet。」 動画広告 CMソング[7]